# Sleepy Hollow (Wyoming)
Sleepy Hollow è un census-designated place degli Stati Uniti d'America, situato nella Contea di Campbell dello stato del Wyoming. Nel censimento del 2000 la popolazione era di 1.177 abitanti.

## Geografia fisica
Secondo i rilevamenti dell'United States Census Bureau, la località di Sleepy Hollow si estende su una superficie di 0,8 km², tutti occupati da terre.

## Popolazione
Secondo il censimento del 2000, a Sleepy Hollow vivevano 1.177 persone, ed erano presenti 322 gruppi familiari. La densità di popolazione era di 1.465 ab./km². Nel territorio comunale si trovavano 368 unità edificate. Per quanto riguarda la composizione etnica degli abitanti, il 95,41% era bianco, lo 0,08% era afroamericano, l'1,27% era nativo, l'1,02% proveniva dall'Asia, lo 0,42% proveniva dall'Oceano Pacifico, l'1,61% apparteneva ad altre razze e lo 0,17% a due o più. La popolazione di ogni razza ispanica corrispondeva al 4,50% degli abitanti.
Per quanto riguarda la suddivisione della popolazione in fasce d'età, il 37,6% era al di sotto dei 18, il 6,5% fra i 18 e i 24, il 39,8% fra i 25 e i 44, il 15,1% fra i 45 e i 64, mentre infine l'1,0% era al di sopra dei 65 anni di età. L'età media della popolazione era di 29 anni. Per ogni 100 donne residenti vivevano 100,9 maschi.